# Mantispa iridipennis
Mantispa iridipennis là một loài côn trùng trong họ Mantispidae thuộc bộ Neuroptera. Loài này được Guérin-Méneville miêu tả năm 1844.